# Gualtares de Órbigo
Gualtares de Órbigo es una localidad del municipio de Benavides, en la provincia de León, comunidad de Castilla y León, España.
Se encuentra en el municipio de Benavides, a unos 1.8 km de la capital municipal y a 40,6 km aproximadamente de León. Cerca están las localidades de San Feliz de Órbigo y Moral de Órbigo, pertenecientes al municipio de Villares.
Gualtares de Órbigo tiene una población de 6 habitantes (INE 2016).

## Evolución demográfica
| Gráfica de evolución demográfica de Gualtares de Órbigo entre 2000 y 2016                        |
|                                                                                                  |
| Población de derecho (2000-2010) según los censos de población del INE a 1 de enero de cada año. |